# Frederikke Gulmark
Frederikke Gulmark er en dansk håndboldspiller, der indtil 2023 spillede for HH Elite i første division som venstre back. Hun har tidligere optrådt for Lyngby HK, Randers HK og Gjerpen HK i Norge.
I hendes sidste sæson for HH Elite opnåede klubben oprykning til den bedste række, med Gulmark valgte ikke at forlænge kontrakten på grund af graviditet.